# Mariss Jansons
Mariss Jansons, född 14 januari 1943 i Riga, död 1 december 2019 i Sankt Petersburg, var en lettisk dirigent.

## Biografi
Mariss Jansons utbildade sig i violin och piano samt i dirigentyrket vid Musikkonservatoriet i Leningrad. År 1969 kom han till Österrike där han bland annat studerade hos dirigenten Herbert von Karajan. 
Mariss Jansons ledde 1979–2000 Oslo filharmoniska orkester. Under sina år i Oslo påpekade Jansons vid upprepade tillfällen de usla akustiska förhållandena i hemmaarenan Oslo Konserthus. Stundom rådde även brist på repetitionslokaler. Trots svårigheterna ledde Jansons Oslofilharmonin till stora internationella framgångar och orkestern kontrakterades av skivbolaget EMI för inspelning av många standardverk på den klassiska repertoaren, bland annat Stravinskijs Petrusjka och Våroffer. Från 1997 ledde Jansons samtidigt Pittsburgh Symphonie Orchestra. Sedan 2003 har Jansons varit chefsdirigent för Bayerska Radions Symfoniorkester där han efterträdde Lorin Maazel. År 2004 utnämndes han till chefsdirigent för Concertgebouworkestern i Amsterdam, en befattning han innehade till och med 2015. 
År 1996 drabbades Mariss Jansons av en hjärtattack och segnade ned under ett av Oslofilharmonins framföranden av Giacomo Puccinis La Bohème. Dock repade han sig och ledde förutom den Bayerska radions orkester olika orkestrar världen över. Nyårsdagen 2006, 2012 och 2016 dirigerade han orkestern vid den årliga nyårskonserten på Wiener Musikverein i Wien i Österrike.
Jansons bedrev aktiv undervisning, talade i radio och TV. Sedan 1995 arbetade han i S: t Petersburg-konservatoriet där han undervisade,  ledde och hanterade elev-symfoniorkestern.

## Utmärkelser
- Förtjänstfull konstnär i Ryska SFSR,  1979
- Spellemanpris för årets klassiska skiva, med  Oslo filharmoniska orkester,  1981
- Folkets konstnär i Ryska SFSR,  1986
- Spellemanpris för årets klassiska skiva, med  Oslo filharmoniska orkester,  1990
- Oslo bys kulturpris,  1993
- Spellemanpris för årets körskiva, med  Truls Mørk och Oslo filharmoniska orkester,  1993
- Spellemanpris för årets körskiva, med  Truls Mørk och Londons filharmoniska orkester,  1995
- Kommendör med stjärna av Norska förtjänstorden,  2000[14][15]
- Hans-von-Bülow-Medaille,  2003[16]
- Tre Stjärnors orden,  23 maj 2006[17]
- Bayerska förtjänstorden,  2007[18]
- Echo Klassik för årets dirigent,  2007
- Hedersutmärkelse i guld för tjänster gentemot förbundslandet Wien,  15 januari 2007[19]
- Österrikes hederskors för vetenskap och konst,  2009[18]
- Maximiliansorden för konst och vetenskap,  2010
- Förbundsrepubliken Tysklands förtjänstorden - stora kommendörskorset med stjärna,  2013[20][21]
- Ernst von Siemens musikpris,  2013[22][23]
- Hederstecken "för förtjänst mot Sankt Petersburg",  31 mars 2013[24]
- Riddare i Nederländska Lejonorden,  1 november 2013[25]
- Léonie Sonnings musikpris,  2018

[Redigera Wikidata]